# Basilica di San Ferdinando
La basilica di San Ferdinando (già basilica di Santa Maria di Cubulteria) è una chiesa che si trova vicino ad Alvignano, esempio di sintesi tra stilemi longobardi e stilemi bizantini.

## Storia e descrizione
La costruzione della basilica, probabilmente sui resti di un tempio romano dedicato alla dea Bona, si colloca fra l'VIII e il IX secolo, in territori soggetti al Principato di Benevento. In seguito venne trasformata in una chiesa in onore del culto prima di santa Maria e poi, nel 1300, di san Ferdinando d'Aragona. Recentemente vi è stata opera di restauro a cura della sovraintendenza dei beni culturali.
La basilica è a tre navate scandite da pilastri in mattoni sormontati da archi a tutto sesto. L'interno, estremamente lineare, è chiuso da un'abside cieco semicircolare, mentre all'esterno la facciata a salienti è caratterizzata da un protiro e da portali e monofore a sesto acuto, tutto sempre in laterizio.

## Galleria d'immagini

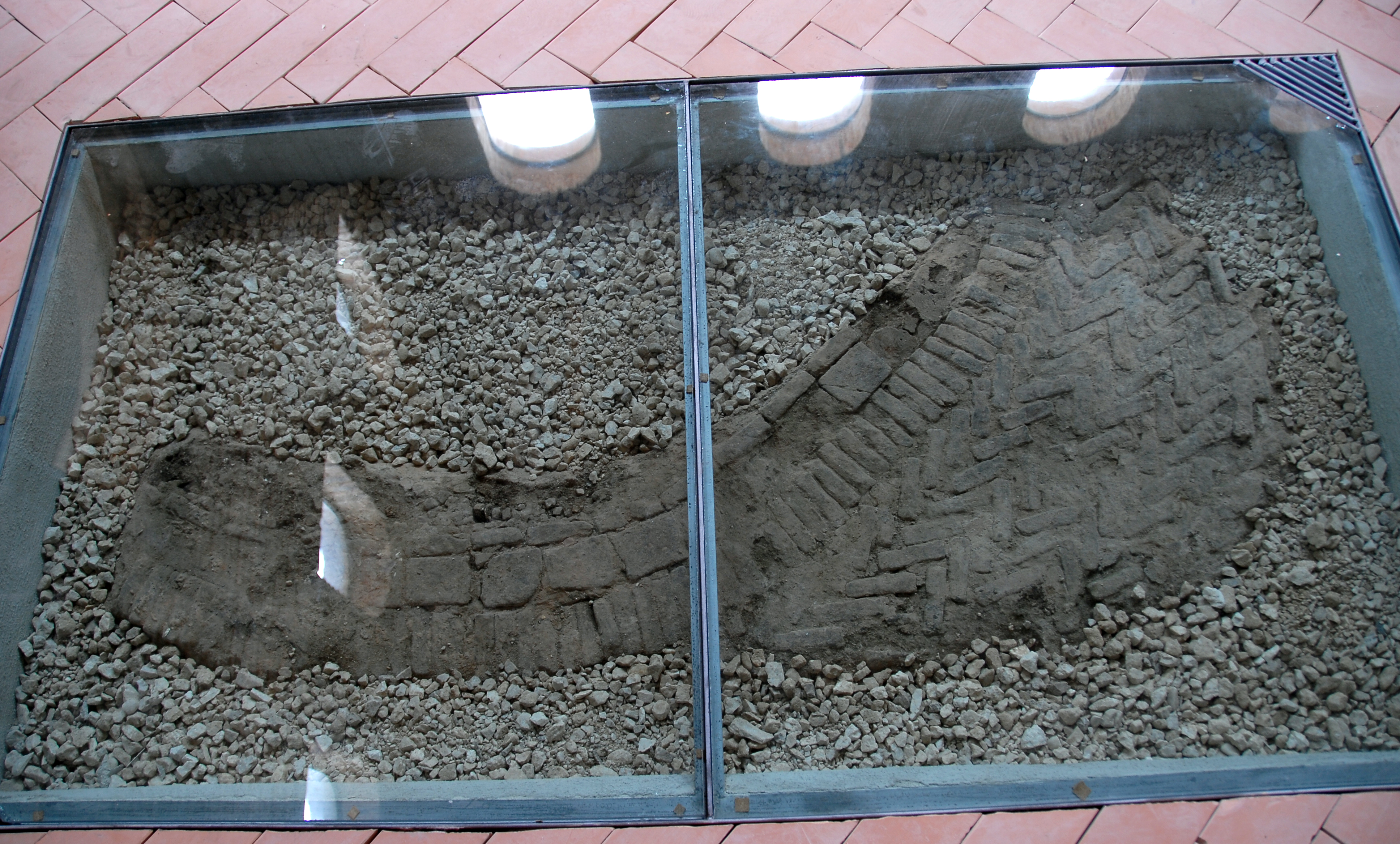
frammento dell'antico pavimento
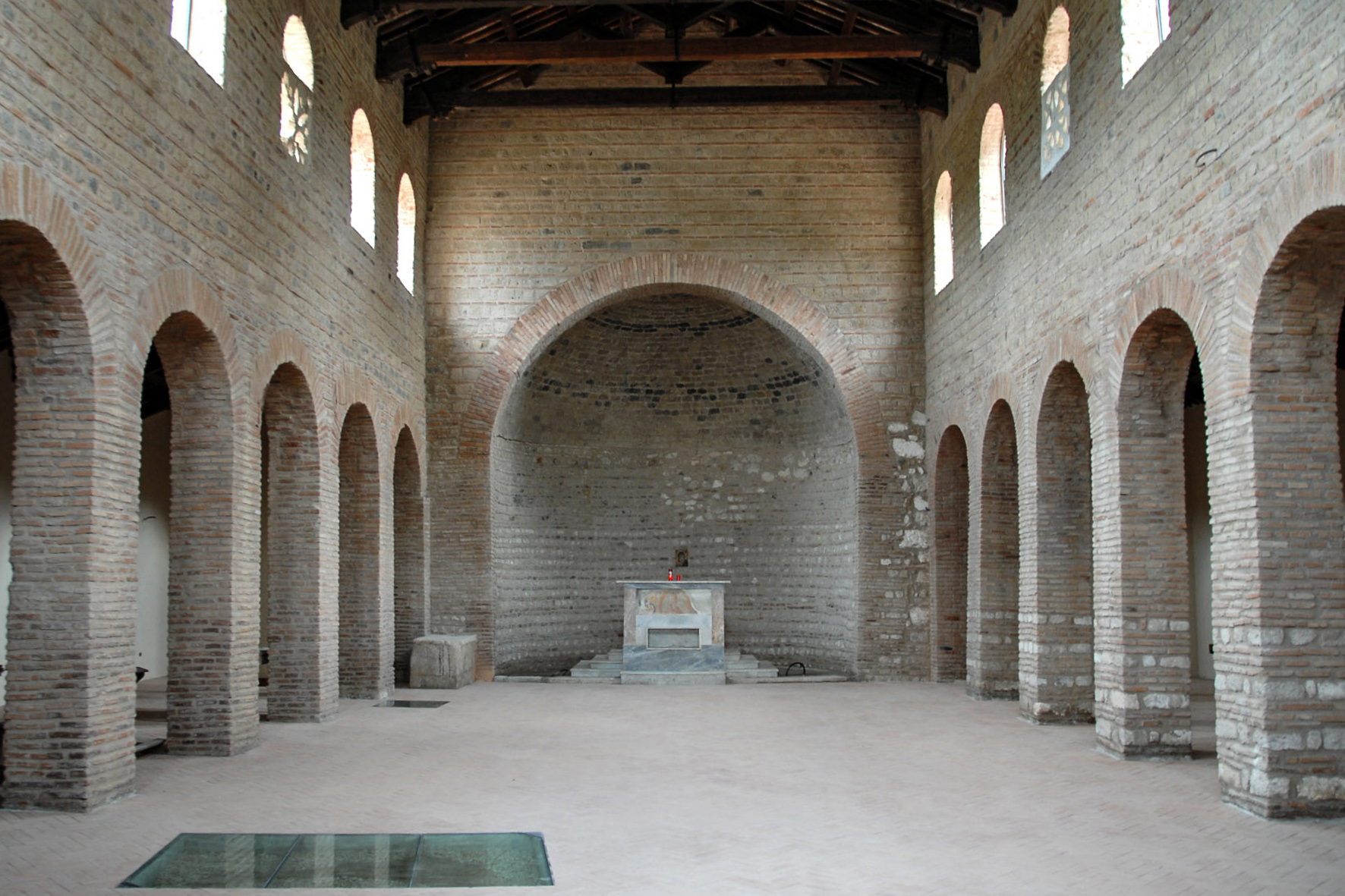
interno
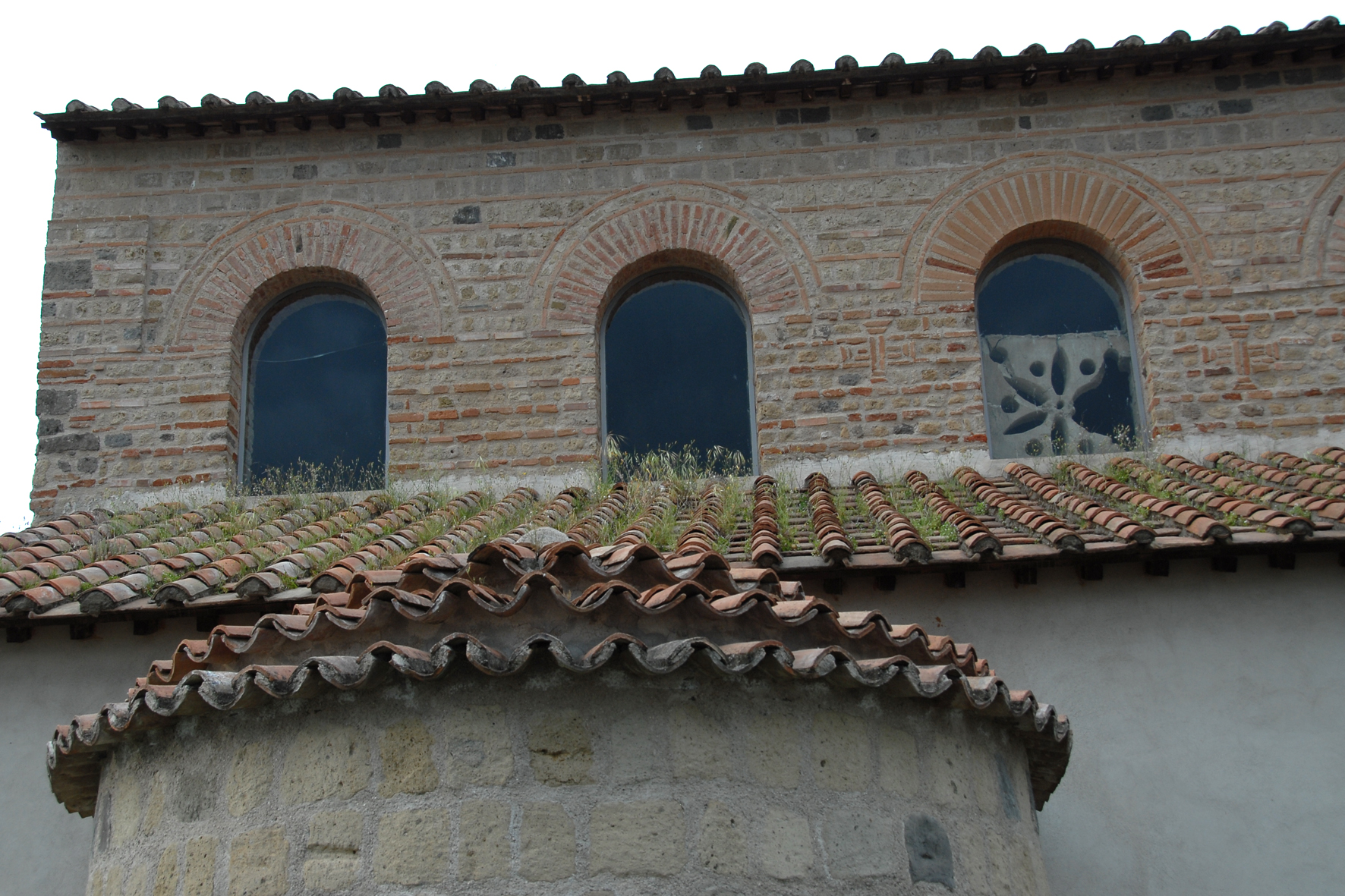
particolare esterno
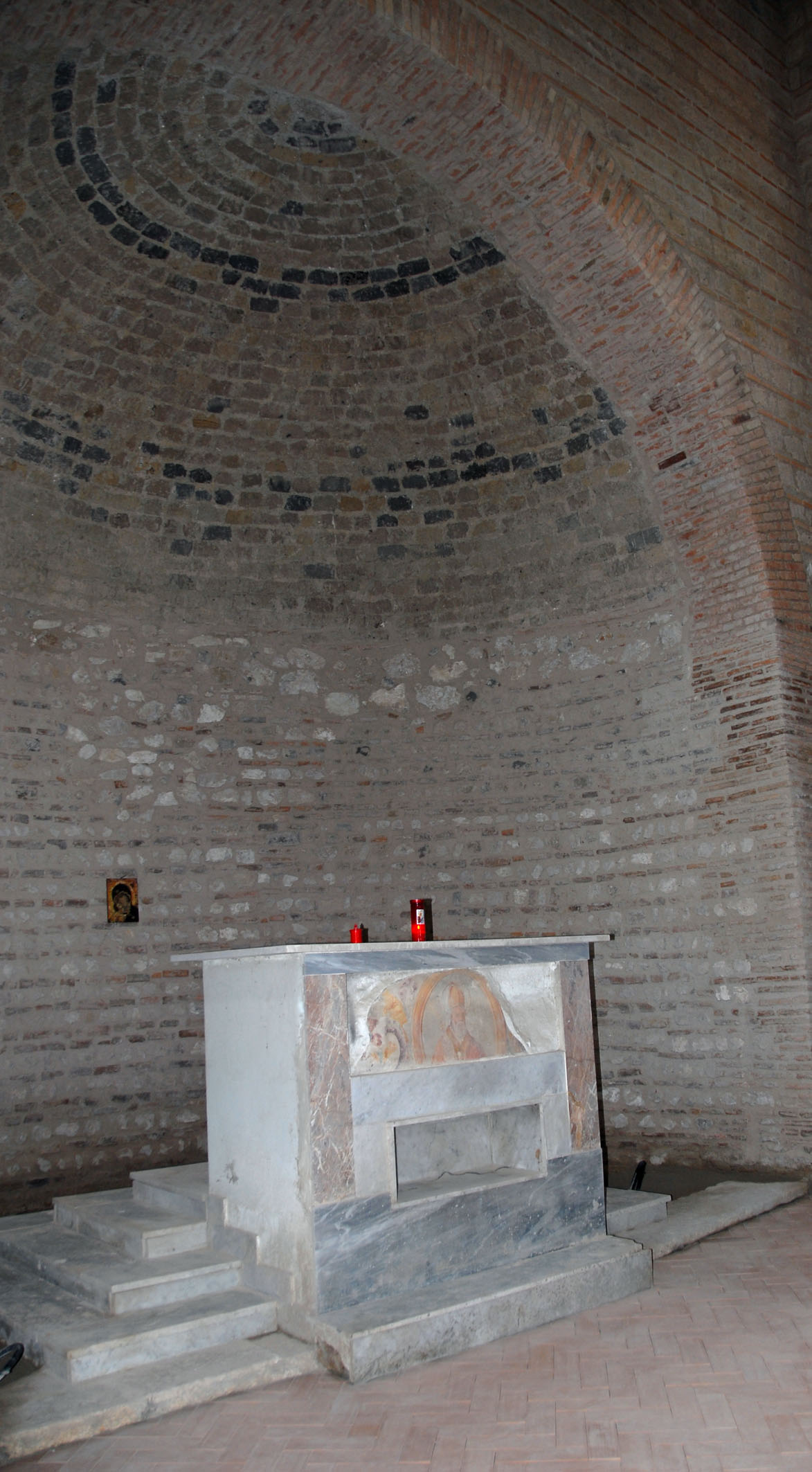
altare